# اليتيم نايتو (فلم)
اليتيم نايتو (بالفرنسية: Naitou, l'orpheline)، هُو فيلم غيني صدر سنة 1982 وأخرجه موسى كيموكو دياكيتي.

## وصلات خارجية
- مقالات تستعمل روابط فنية بلا صلة مع ويكي بيانات